# Frost and Fire
| Recensione | Giudizio |
| ---------- | -------- |
| AllMusic   | [ 1 ]    |

Frost and Fire è il primo album in studio del gruppo musicale statunitense Cirith Ungol, pubblicato nel 1981.

## Il disco
Prodotto dagli stessi Cirith Ungol, venne pubblicato sulla loro etichetta Liquid Flame Records. L'anno seguente fu ristampato dalla Enigma Records. Venne ristampato dalla One Way Records assieme a King of the Dead nel 1995 e in seguito anche su CD dalla Metal Blade Records nel 1999, con l'aggiunta del brano registrato dal vivo Cirith Ungol come traccia bonus.

## Tracce
Testi e musiche di Greg Lindström.
1. Frost and Fire – 3:35
2. I'm Alive – 4:58
3. A Little Fire – 3:46
4. What Does It Take – 3:36
5. Edge of a Knife – 4:29
6. Better Off Dead – 4:45
7. Maybe That's Why – 6:15

Durata totale: 31:24
Traccia bonus della versione rimasterizzata nel 1999
1. Cirith Ungol (Live) – 8:19 (Greg Lindström) – Presente nella versione rimasterizzata nel 1999 dalla Metal Blade Records.

## Formazione
- Tim Baker – voce
- Jerry Fogle – chitarra
- Greg Lindström – chitarra elettrica, sintetizzatore, E-bow, voce, basso (non accreditato)
- Michael "Flint" Vujea – basso
- Robert Garven – batteria, voce